# Trihesperus glaucus
Trihesperus glaucus är en sparrisväxtart som först beskrevs av Hipólito Ruiz López och Pav., och fick sitt nu gällande namn av Herb.. Trihesperus glaucus ingår i släktet Trihesperus och familjen sparrisväxter. Artens utbredningsområde är Peru till Argentina (Jujuy). Inga underarter finns listade i Catalogue of Life.